# 庫季尼夫齊
49°42′11″N 25°12′30″E / 49.70306°N 25.20833°E
庫季尼夫齊（烏克蘭語：Кудинівці），是烏克蘭的村落，位於該國西部捷爾諾波爾州，由捷尔诺波尔区負責管轄，處於斯特里帕河畔，始建於1785年，面積0.71平方公里，2001年人口131。